# Jason Shackell
Jason Philip Shackell, né le 27 septembre 1983 à Stevenage, est un footballeur anglais, qui évolue au poste de défenseur.

## Carrière
Le 21 juin 2011, Jason Shackell quitte Barnsley et est recruté par Derby County et signe avec les Rams un contrat de trois ans,.
Le 23 juillet 2015, il rejoint Derby County.
Le 25 janvier 2017, il est prêté à Millwall.
Le 9 août il rejoint Lincoln City.

## Palmarès
- Norwich City:
  - Championship: Champion en 2004
- Wolverhampton Wanderers:
  - Championship: Champion en 2009
- Lincoln City:
  - EFL League Two: Champion en 2019[3],[4]
- Membre de l'équipe type de Football League Championship en 2014.
- Membre de l'équipe-type de Football League Two en 2019.